# قصر تالة ن حمو
قصر تالة ن حمو، قصر ببلدية تيميمون عاصمة ولاية تيميمون ويُعد من بين أبرز المعالم الأثرية والمواقع السياحية في منطقة توات 

## تاريخ
هو أحد القلاع التي أمر ببناءها السلطان أبو حمو موسى الثاني في منطقة تيميمون بالجنوب الجزائري، وقد بنى الزيانيون مجموعة قلاع على طول الطريق المؤدي من تومبوكتو في مالي إلى عاصمتهم تلمسان مرورا بوادي توات في الجنوب الجزائري حاليا، وذلك لتأمين شريان حياة دولتهم المتمثل في طريق الذهب من افريقيا جنوب الصحراء إلى أوروبا عبر هنين ووهران